# Osredci, Brus
Osredci (izvirno srbsko Осреци) je naselje v Srbiji, ki upravno spada pod Občino Brus; slednja pa je del Rasinskega upravnega okraja.

## Demografija
V naselju živi 401 polnoletni prebivalec, pri čemer je njihova povprečna starost 44,8 let (43,1 pri moških in 46,7 pri ženskah). Naselje ima 132 gospodinjstev, pri čemer je povprečno število članov na gospodinjstvo 3,59.
To naselje je, glede na rezultate popisa iz leta 2002, večinoma srbsko.
|  |

| Demografija | Demografija     | Demografija     |
| Leto        | Št. prebivalcev | Št. prebivalcev |
| ----------- | --------------- | --------------- |
|             |                 |                 |
|             |                 |                 |
|             |                 |                 |
|             |                 |                 |
| 1948        | 1005            |                 |
| 1953        | 1099            |                 |
| 1961        | 1206            |                 |
| 1971        | 1135            |                 |
| 1981        | 1002            |                 |
| 1991        | 762             | 721             |
| 2002        | 512             | 474             |
|             |                 |                 |

| Etnična sestava po popisu iz leta 2002 | Etnična sestava po popisu iz leta 2002 | Etnična sestava po popisu iz leta 2002 | Etnična sestava po popisu iz leta 2002 | Etnična sestava po popisu iz leta 2002 |
| -------------------------------------- | -------------------------------------- | -------------------------------------- | -------------------------------------- | -------------------------------------- |
| Srbi                                   | Srbi                                   |                                        | 471                                    | 99,36%                                 |
| Neznano                                | Neznano                                |                                        | 3                                      | 0,63%                                  |